# Ludwig Elster
Ludwig Hermann Alexander Elster, född 26 mars 1856 i Frankfurt am Main, död 30 december 1935 i Jena, var en tysk nationalekonom. Han var bror till Ernst Elster.
Elster blev 1887 professor i Breslau och 1897 föredragande råd i preussiska kultusministeriet med titeln geheimeöverregeringsråd. Han utgav 1889–94 och 1898–1901 tillsammans med Johannes Conrad, Wilhelm Lexis och Edgar Loening två upplagor av "Handwörterbuch der Staatswissenschaften", i vilken han bland annat skrev om arbetar- och befolkningsfrågorna förutom en mängd nationalekonomers biografier; dessutom utgav han ensam ett mindre arbete av samma slag, Wörterbuch der Volkswirtschaft (två band, 1898; andra upplagan 1906). Tillsammans med samma män tillhörde han 1891–97 redaktionen för "Jahrbücher für Nationalökonomie und Statistik". Från 1886 utgav han "Staatswissenschaftliche Studien", en samling statsvetenskapliga monografier, och författade även några mindre avhandlingar.